# Silenzio: si uccide
Silenzio: si uccide è un film italiano di genere spionistico del 1967 diretto da Guido Zurli.

## Trama
Un agente segreto statunitense, non insensibile al fascino femminile, viene incaricato di scoprire alcuni trafficanti di armi. Nelle ricerche dei responsabili, che lo portano dapprima a Londra, a Parigi e quindi in Tunisia, saranno proprio le donne che incontra a metterlo nei guai e che, in una maniera o nell'altra, finiscono misteriosamente uccise. A causa di alcuni equivoci, viene arrestato e subito liberato dalla prigione poiché qualcuno paga sempre la cauzione.
Quando crede di aver scoperto la colpevole, si accorge che la responsabile è la figlia di uno scienziato che si è messa d'accordo con un criminale. Fatta saltare in aria la grotta dove erano custodite le armi, grazie all'intervento di due emissari sovietici, l'agente segreto può entrare a riposo, ma viene richiamato per una seconda missione a Roma, sempre accompagnato da una donna, dove un sicario cercherà di ucciderlo...

## Distribuzione
Il film ottenne il visto di censura n. 49.325 del 12 giugno 1967, per una lunghezza di 2.510 metri, a condizione del taglio di una scena. La prima proiezione avvenne l'8 luglio 1967; in seguito, il film venne rieditato nel 1972.